# لشکر ۱۱ مانوری (کره جنوبی)
لشکر ۱۱ مانوری کره جنوبی (کره‌ای: 11기동사단) لشکر پیاده‌نظام مکانیزه نیروی زمینی جمهوری کره است، که در سال ۱۹۵۰ تأسیس شد.
لشکر ۱۱ مانوری یک تشکیلات نظامی از ارتش جمهوری کره است و این واحد یکی از چهار لشکر تحت فرماندهی سپاه هفتم مانور است. قبل از تغییر نام این واحد در اول ژانویه ۲۰۲۱، لشکر یازدهم پیاده مکانیزه نامیده می‌شد.